# Člunek (tkalcovství)

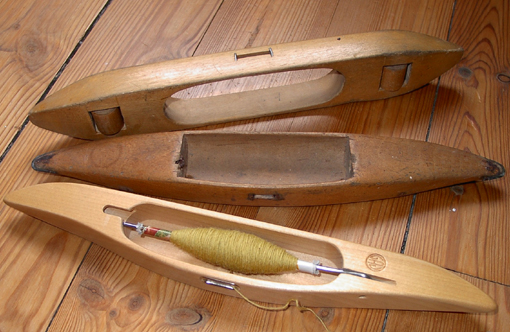
Člunky pro ruční tkaní

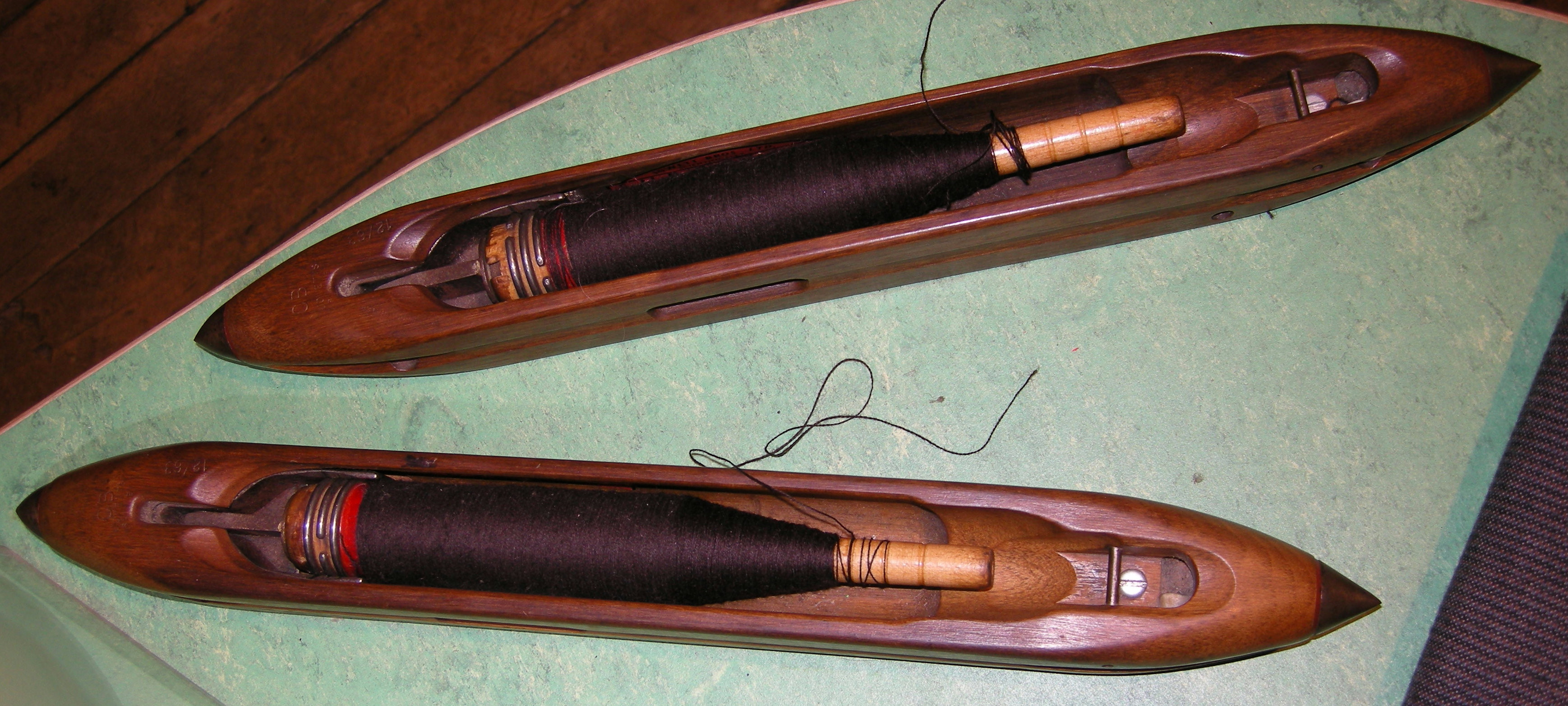
Člunky pro strojní tkaní

Člunek je tkalcovský nástroj, který se tvarem podobá malému člunu. Slouží k provlékání útku osnovou při ručním tkaní. Odtud se název člunek přenesl i na součásti textilních strojů (tkací stroj, šicí stroj), které mají podobný tvar nebo aspoň funkci.

## Ruční tkaní
Nejjednodušší člunek je podlouhlý plochý kus dřeva nebo kosti, na němž je navinut útek a jímž se provléká osnovou, případně prošlupem mezi sudými a lichými vlákny osnovy. Na tkalcovském stavu je to podlouhlý kus dřeva, na obou koncích zašpičatělý, do něhož je zadlabána otočná cívka s útkem. Nejstarší písemná zmínka o zanašeči útku ve tvaru člunku pochází ze 12. století.
Pozdější létající člunek je na obou stranách opatřen tupými kovovými kužely a prohazuje se prošlupem pomocí pákového mechanismu. Při prohozu se dosahuje rychlost asi do 40 m/min.
V 1. dekádě 21. století bylo ve světě v provozu asi 2,8 milionů ručních stavů.

## Tkací stroje
U mechanických strojů je pohyb člunku vyvolán výkyvem prohozního ramene ovládaného otočnou vačkou. Člunek se prohazuje prošlupem z osnovních nití mezi člunečníky (zásobníky) na obou stranách stroje rychlostí do cca 500 m/min.
Novější stroje jsou vybaveny zařízením se zásobníkem a automatickou výměnou útkových cívek.
Pro zatkávání vícebarevných útků se používají vertikálně pohyblivé člunečníky s 3-4 pouzdry nad sebou. Nastavení pouzdra s člunkem s patřičnou barvou útku se provádí ústrojím řízeným děrnými kartami.
Na začátku 21. století bylo ve světě v provozu asi 4 miliony člunkových strojů, v desetiletí 2005-2014 však bylo nově instalováno jen asi 14 tisíc člunkových, tj. necelá 2% z celkového počtu nových tkacích strojů.

## Šicí stroje
U šicího stroje se spodní nit provléká očkem vrchní niti a tak se váže steh. Starší konstrukce používaly k provlékání drobný ocelový člunek, u modernějších se užívá rotační chapač s plochou kruhovou cívkou, která člunek nahrazuje.
Podrobněji v článku Člunek (šicí stroj)

## Vyšívací stroje
Výšivku tvoří dvě niti s pomocí jehly a člunku. Horní nit je vedena ouškem jehly, která propichuje podkladovou plošnou textilii a vytváří smyčku, kterou se protahuje člunek se spodní nití a tak tvoří steh. Při vyšívání se jehla a člunek pohybuje po neměnné dráze, zatímco vyšívaná textilie se posunuje. Na moderních strojích (asi od konce 20. století) je pohyb textilie řízen počítačovým programem, který na ni přenáší žakárové ústrojí. Stroje pro průmyslové vyšívání se stavějí se 4 až 24 pracovními jednotkami vedle sebe, v praktickém provozu dosahují rychlosti do 500 obr./min.

## Bobinety
Na bobinetu jsou miniaturní cívečky s útkovou nití nasazeny v plochém člunečku, který vykonává kývavý pohyb mezi osnovními nitěmi. Osnova se posunuje podle určitého systému tak, že se kolem jednotlivých nití může obtáčet útek.
Bobinet věrně napodobuje ruční paličkování. Až asi do poloviny 20. století se na těchto strojích vyráběla velká část záclon a různých druhů krajek. Potom však byly postupně nahrazeny mnohem výkonnějšími pletacími stroji. Na začátku 21. století bylo v provozu jen několik desítek strojů, na kterých se vyrábí některé speciální krajky.

## Stuhařské stroje
Člunek na úzkých tkacích strojích je nosič válcové cívky s útkem. Při vratném pohybu člunku po krátké polokruhové dráze se útek zanáší mezi osnovní niti. Na tomto principu pracují stuhařské stroje asi od poloviny 19. století. Moderní stroje jsou vhodné pro výrobu velmi hustých technických a 3D tkanin.

## Kruhové tkací stroje
Nosič útkové niti navinuté na válcové cívce o váze až 15 kg, který se používá na kruhových strojích, nemá sice tvar člunu, v některých jazycích se však nazývá člunek (shuttle, Schützen). V češtině se pro tento nástroj (vedle označení člunek) většinou používá překlad z anglického shuttle = raketoplán.
Stroje pracují se 4-8 nosiči útku obíhajícími ve vodorovném kruhu kolem kolmo tažených osnovních nití. Osnova je rozdělena do sekcí (po cca 30 nitích), z těch se tvoří v určitých intervalech prošlup, kterým prochází "člunek" s útkem. Stroje se používají skoro výlučně k výrobě obalového materiálu z fóliových přízí, v praxi dosahují výkonu až 80 m2 tkaniny za hodinu. 

## Galerie člunků

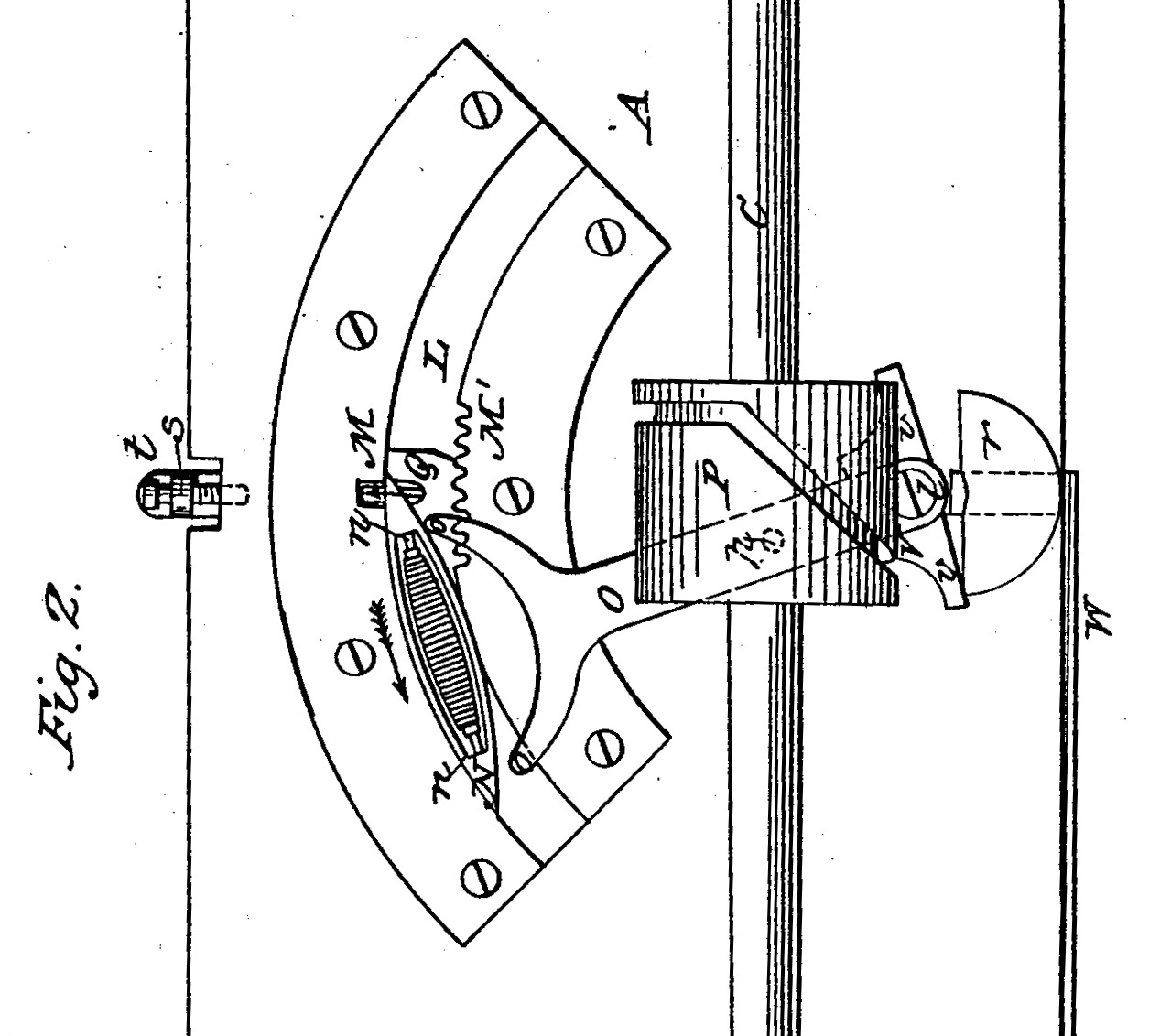
Výkres k patentu na člunek k šicímu stroji z roku 1850
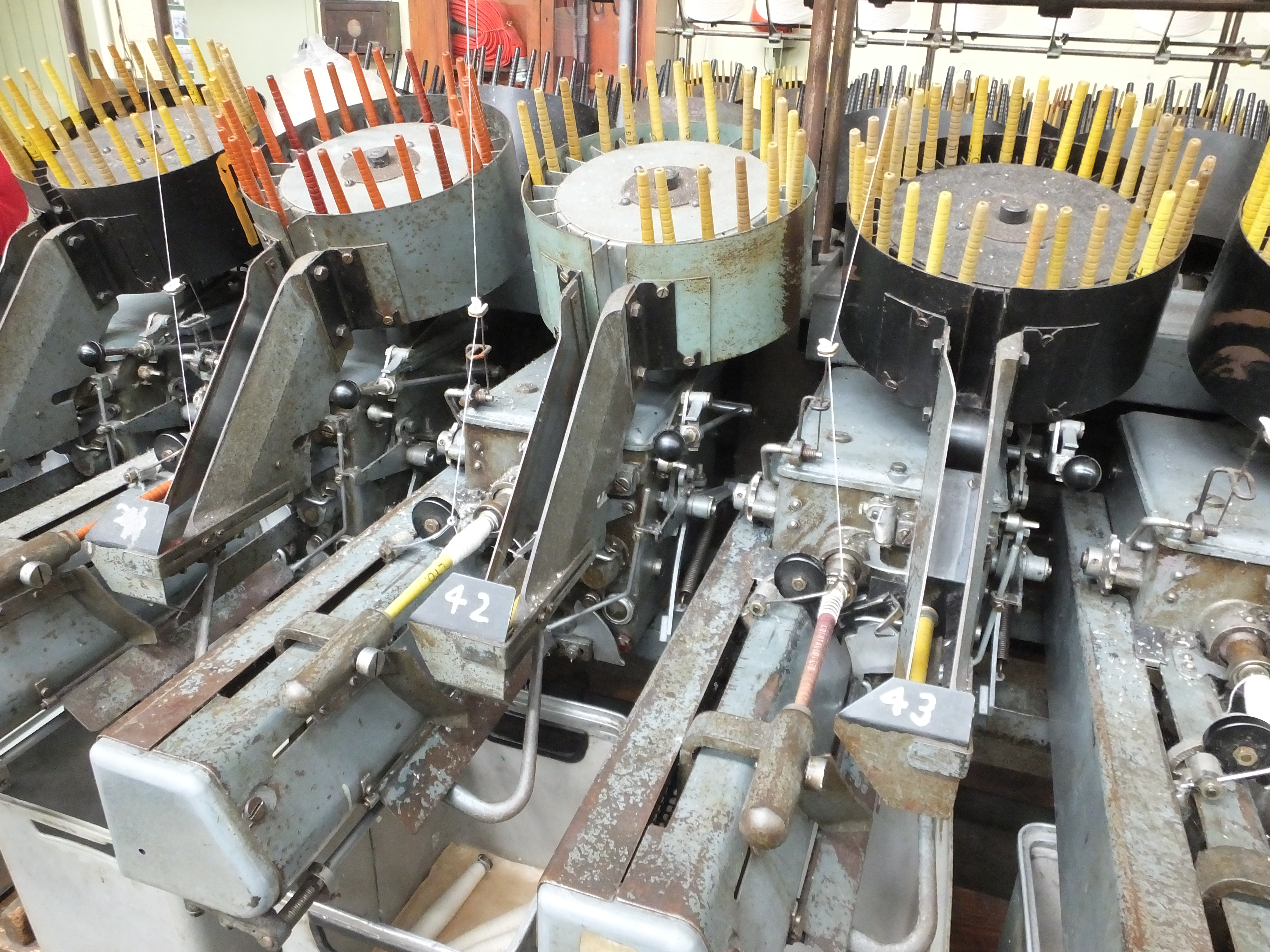
Soukací stroj na útkové cívky (kanety) z poloviny 20. století
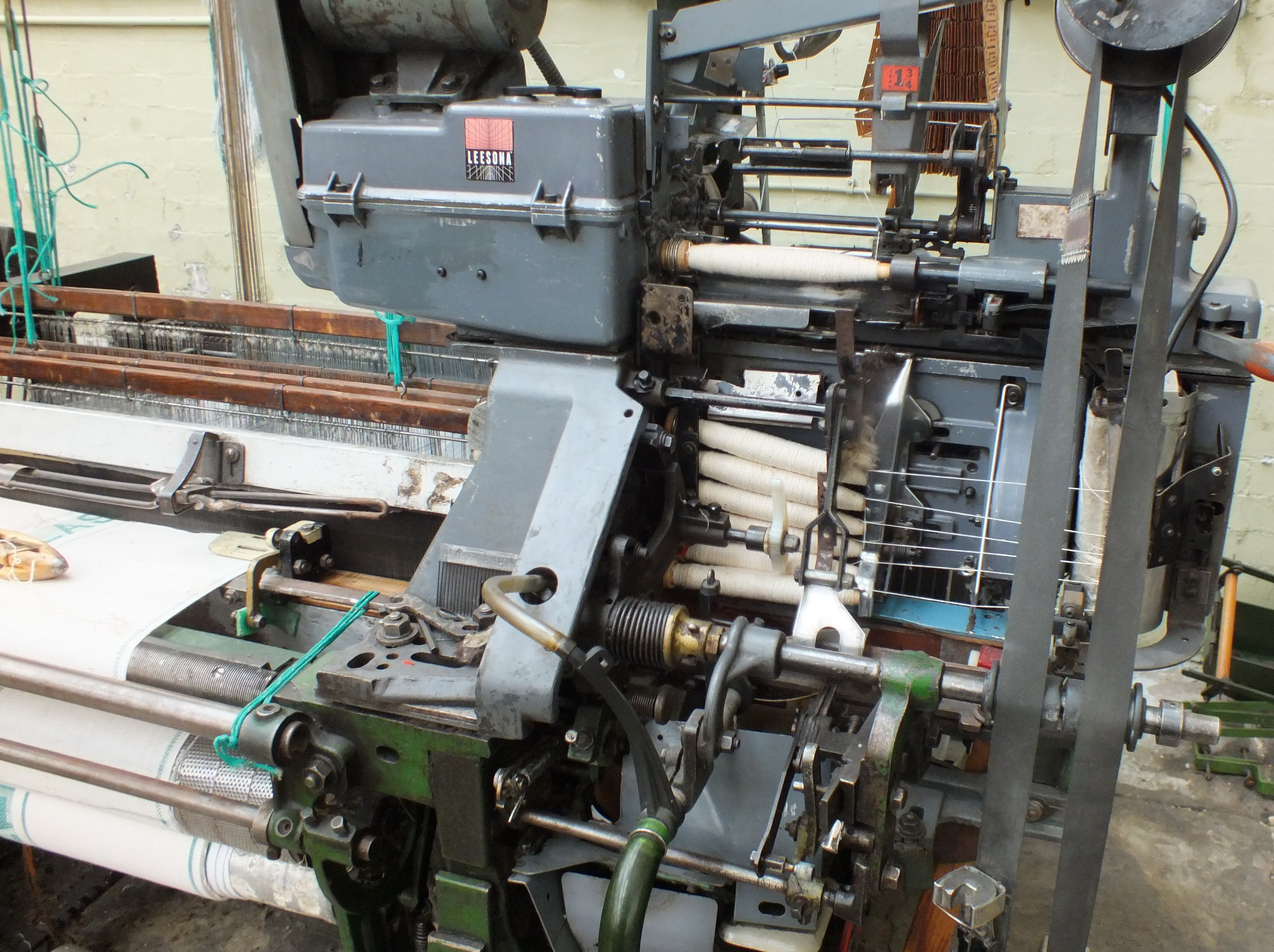
Unifil- zařízení na soukání a automaticku výměnu cívek (2. plovina 20. století)
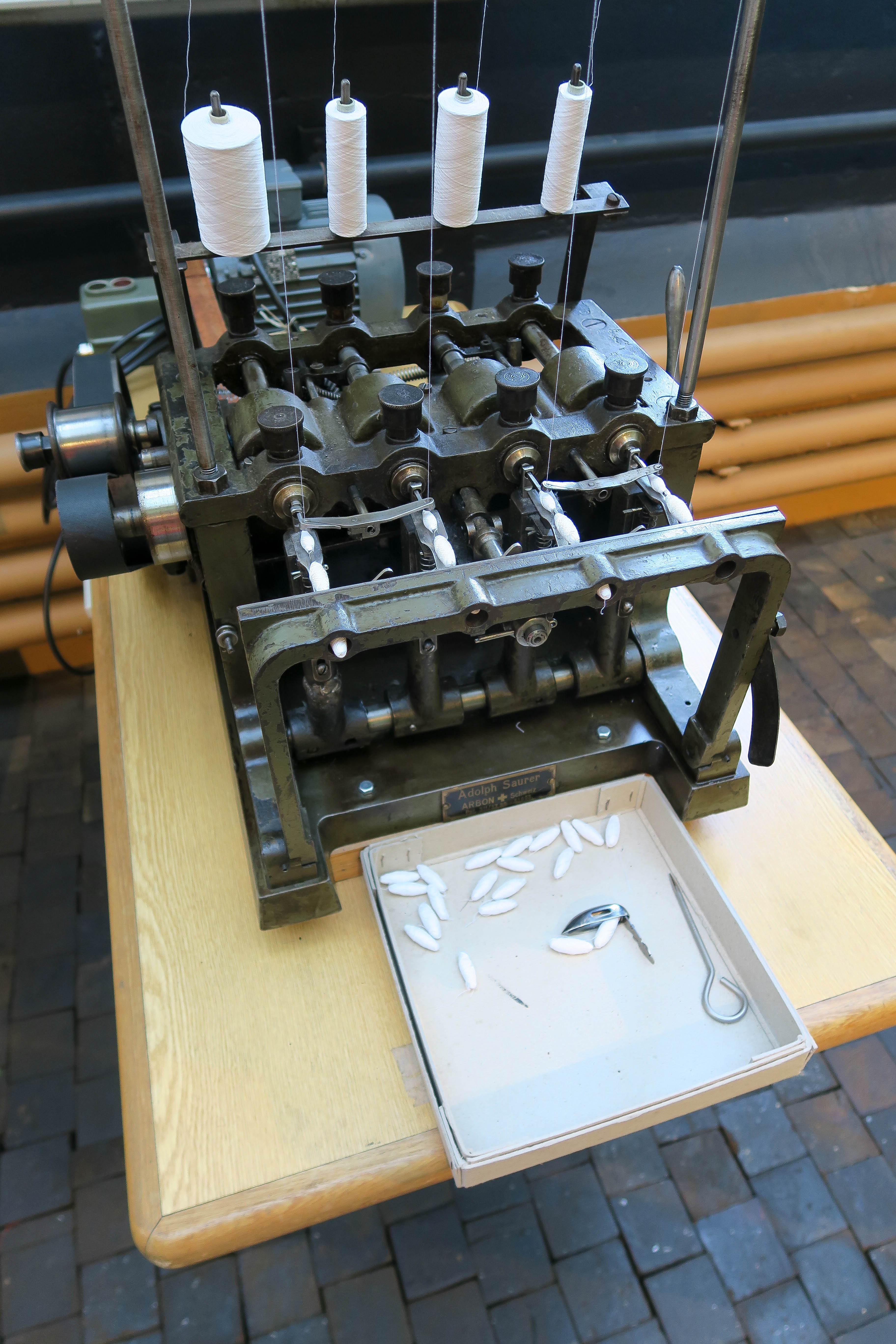
Soukání cívek pro člunky vyšívacího sroje (začátek 20. století)
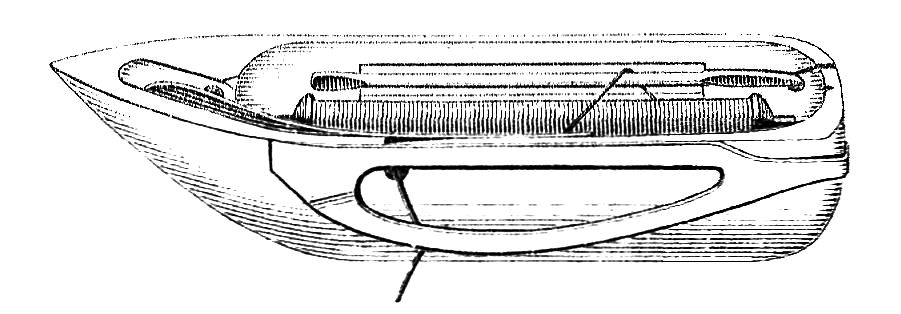
Nákres člunku z vyšívacího stroje (začátek 20. století)
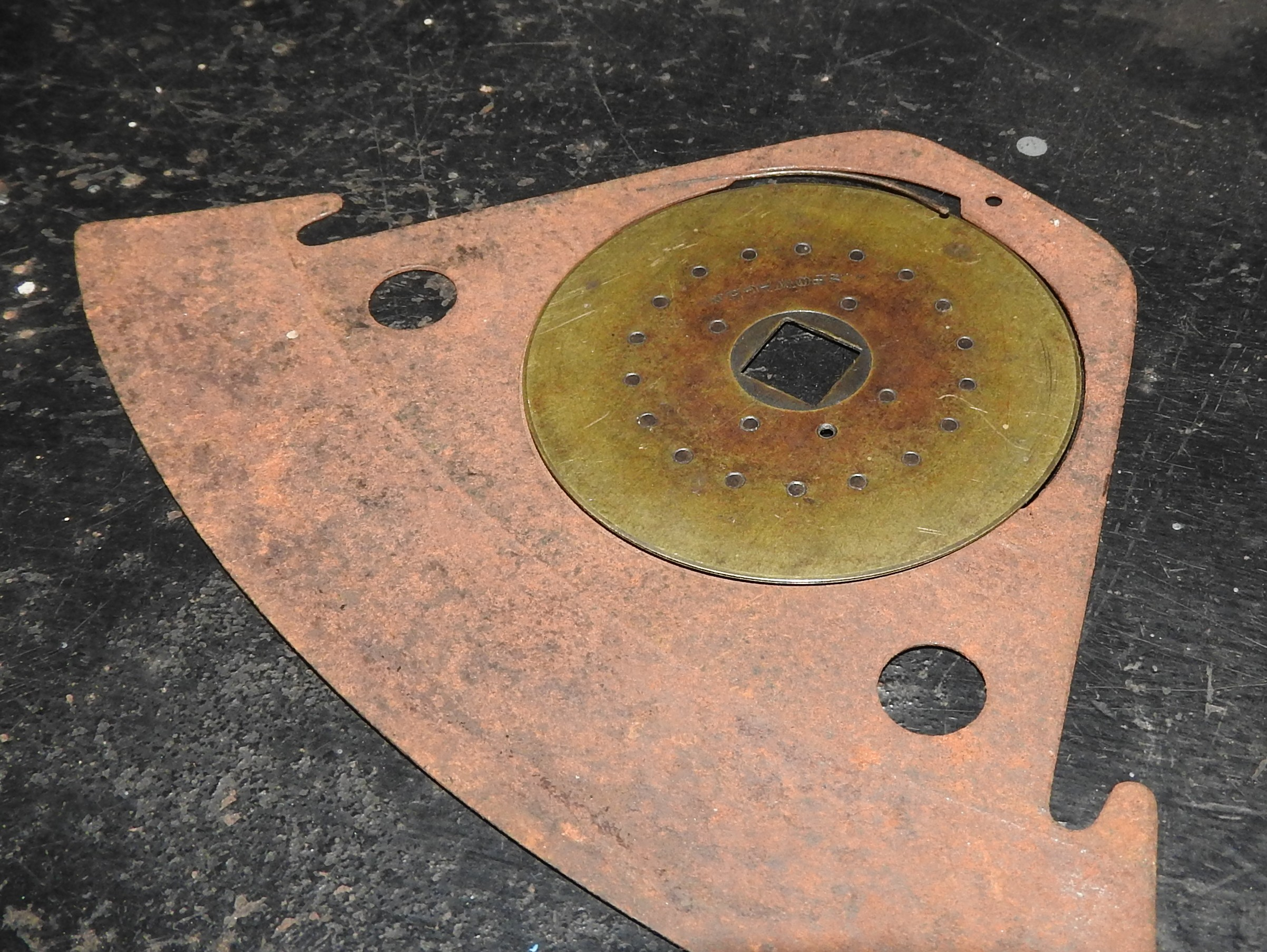
Člunek s cívkou z bobinetu (muzeální exemplář z 20. století)
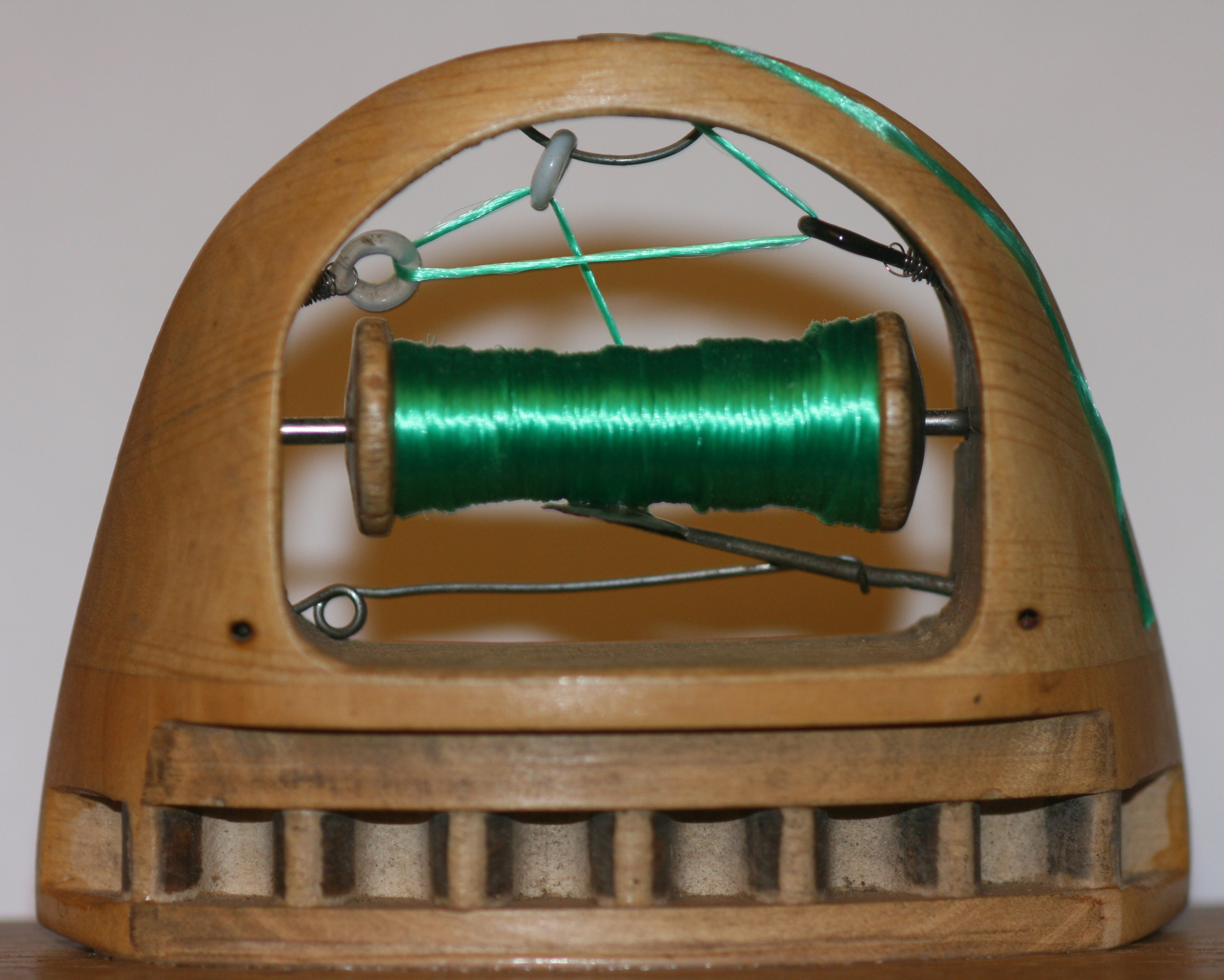
Člunek ze stuhařského stroje (2. plovina 20. století)
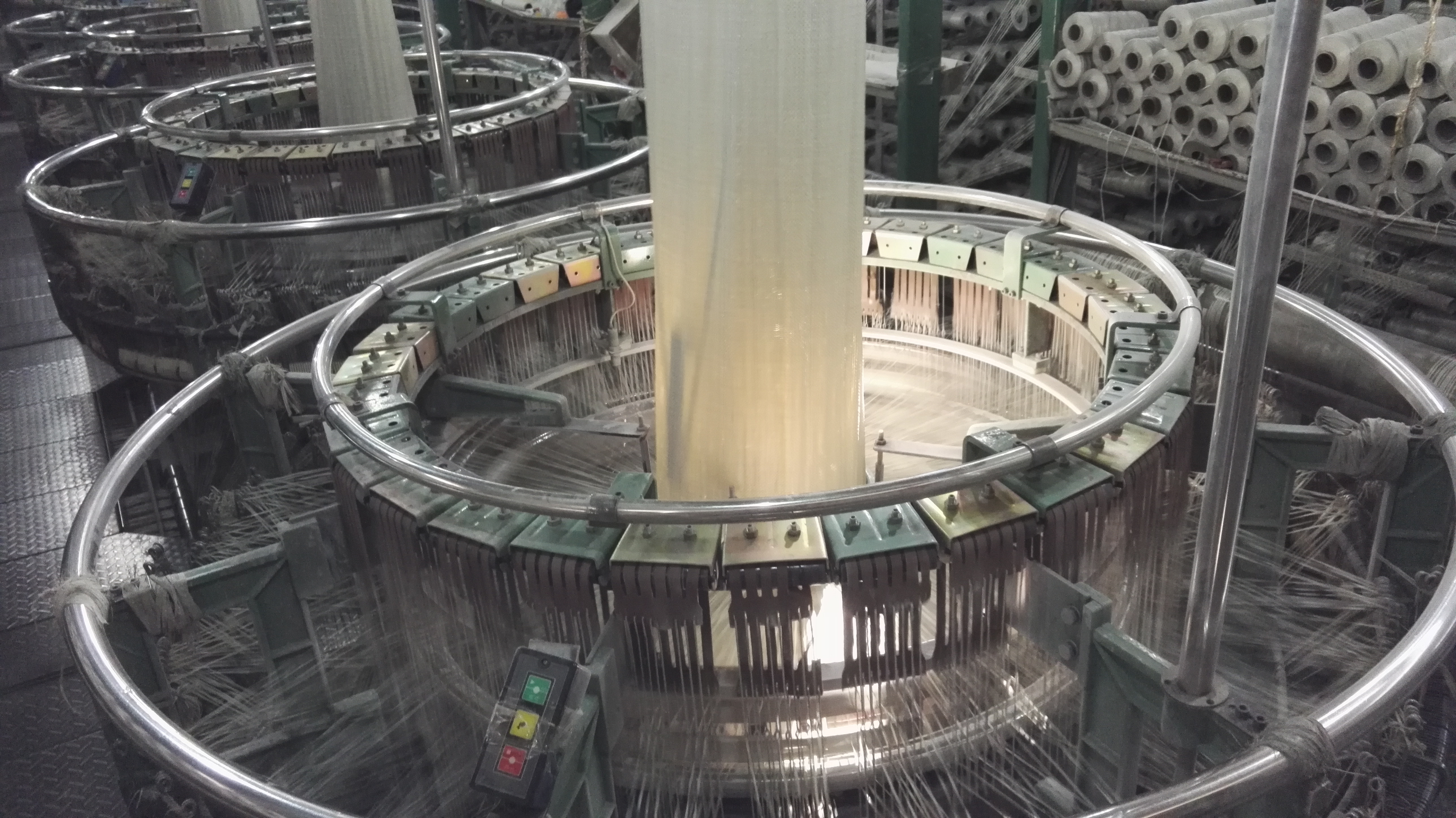
Kruhové tkací stroje (2. dekáda 21. století)